# Hôpital pour enfants des familles Bersohn et Bauman

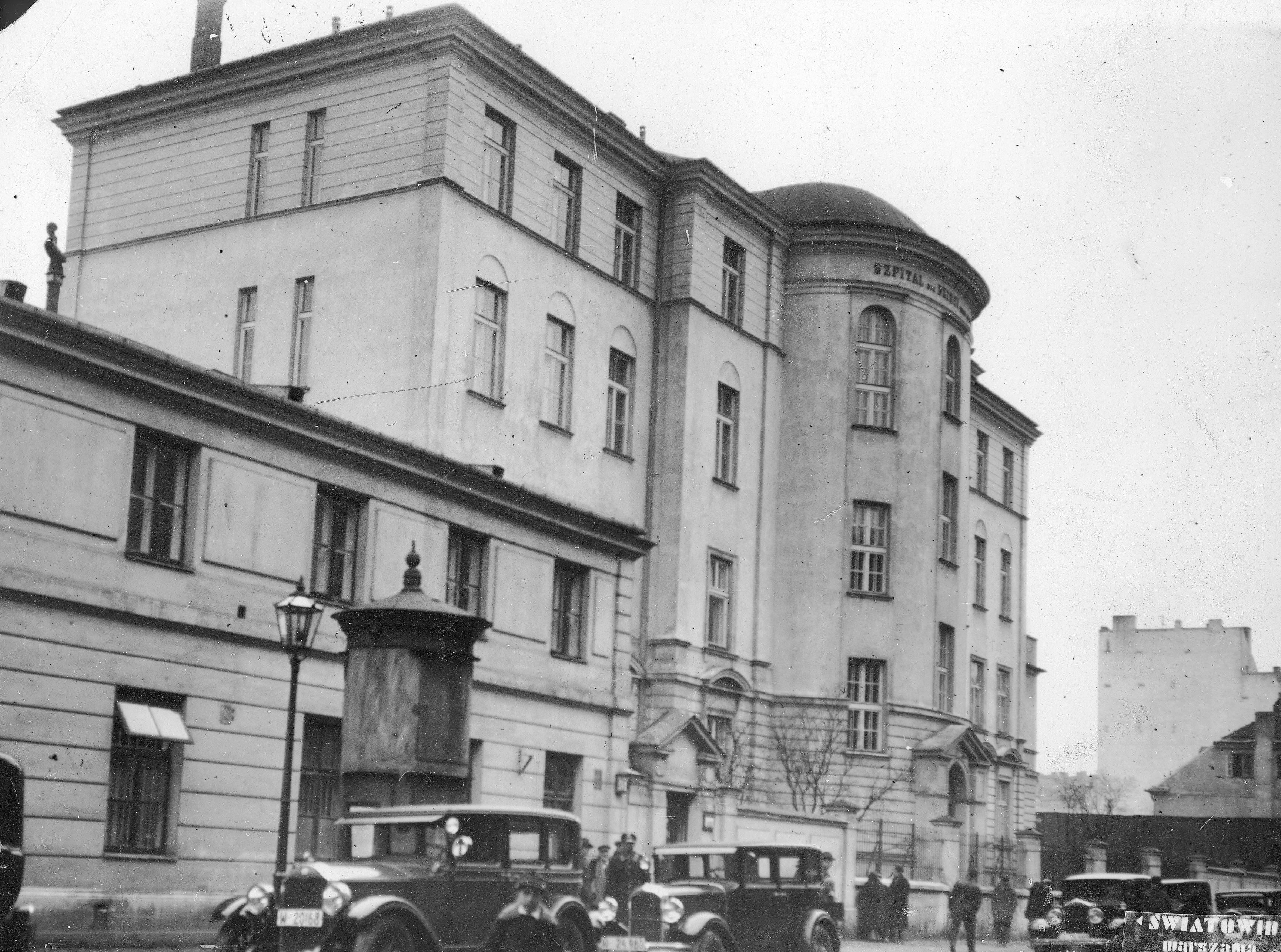
Hôpital pour Enfants des familles Bersohn et Bauman

L’Hôpital pour enfants des familles Bersohn et Bauman est un hôpital juif, disparu aujourd’hui, qui a fonctionné dans les années 1878-1942 à Varsovie dans la rue Śliska 51/Sienna 60.
En 1941, une filiale de l’hôpital a été construite dans la rue Leszno 80/82. Après la liquidation du « petit ghetto » en août 1942, l’hôpital a été transféré à l’Umschlagplatz, au bâtiment 6/8 dans la rue Stawki.

## Historique
L’idée de la création de l’hôpital pour les enfants juifs est née au début des années 1870. En 1873, les deux familles: Majer et Chaja Bersohn et leur fille, Paulina Bauman avec son mari Salomon, ont acheté le terrain pour la construction de l’hôpital. Au début, l’institution a été prévue pour 27 enfants. L’hôpital a été construit sur le terrain situé entre deux rues parallèles: Sienna et Śliska (d’où vient la double adresse : rue Śliska 51/Sienna 60). Grâce aux fonds des deux familles, entre les années 1876-1878 on a construit un complexe hospitalier, conçu par Artur Goebel. C’était Ludwik Chwat qui est devenu le premier médecin-chef de l’hôpital. 
Dans les années 1905-1912, Janusz Korczak était un pédiatre dans l’hôpital.
Durant la Première Guerre mondiale, la situation financière de l’hôpital a radicalement changé, parce que les legs et documents de fondation ont subi la dévaluation. En 1923, l’institution a été fermée. La situation a changé après de nombreuses interventions de la médecin Anna Braude-Heller. Grâce à elle, les bâtiments de l’hôpital ont été rachetés du conseil d’administration de la Fondation de Bersohn et Bauman par la Société des Amis des Enfants (pol. Towarzystwo Przyjaciół Dzieci) en 1930. On a rapidement agi afin de développer le complexe hospitalier grâce au financement de l’organisation Joint et de la communauté juive de la ville de Varsovie.  Après l’extension, l’hôpital comptait 150 lits. 
Le jour de l’éclatement de la guerre, l’hôpital a disposé d’environ 250 lits. Ses bâtiments ont été épargnés pendant le Siège de Varsovie. En novembre 1940, l’hôpital a été inclus dans le ghetto de Varsovie. Les autorités allemandes ont nommé Wacław Konieczny d’Inowrocław commissaire de l’hôpital. 
Étant donné le surchargement de l’hôpital causé par l’augmentation des cas de typhus parmi les enfants, en octobre 1941, grâce aux efforts d’Anna Braude-Heller, on a ouvert la filiale de cet établissement dans la rue Żelazna 86/88 (coin de la rue Leszno 80/82). Le nouvel hôpital pouvait accueillir 400 malades. 

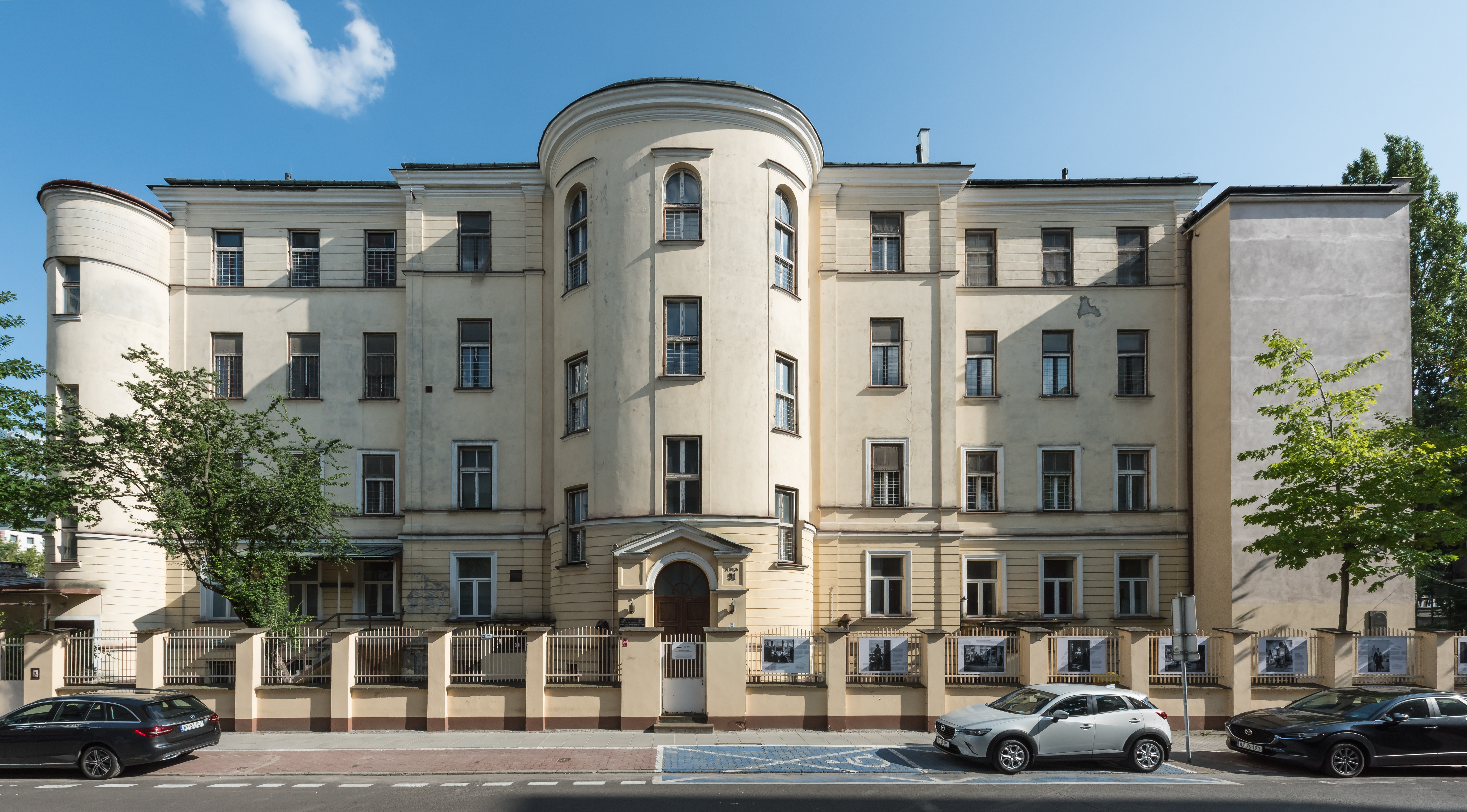
Le bâtiment de l’hôpital aujourd’hui, vu de la rue Śliska

À partir du février 1942, les employés de l’hôpital ont participé aux recherches scientifiques sur la maladie de famine dans le ghetto de Varsovie. On a conduit les recherches en secret aux Allemands. Les autopsies ont été pratiquées dans une baraque au cimetière juif de la rue Okopowa, où les corps ont été conservés avant l’enterrement dans les fosses communes. On a transmis la partie des manuscrits avec les résultats de recherches à la zone aryenne. En 1946, ils ont été publiés dans le livre Maladie de Famine: Recherches Cliniques sur la Famine Exécutée dans le Ghetto de Varsovie en 1942 édité par Emil Apfelbaum . 
À la suite de la réduction du terrain du ghetto le 10 août 1942 (liquidation du « petit ghetto »), on a évacué là les patients de l’hôpital de la rue Sienna. Le 13 août, l’hôpital a été transféré dans les bâtiments des anciennes écoles au sein de l’Umschlagplatz, sur la rue Stawki 6/8. Les médecins et les infirmières se sont installés dans un immeuble de la rue Pawia 22. Le personnel hospitalier pouvait entrer sur le terrain de l’Umschlagplatz en colonne, après le contrôle minutieux. 

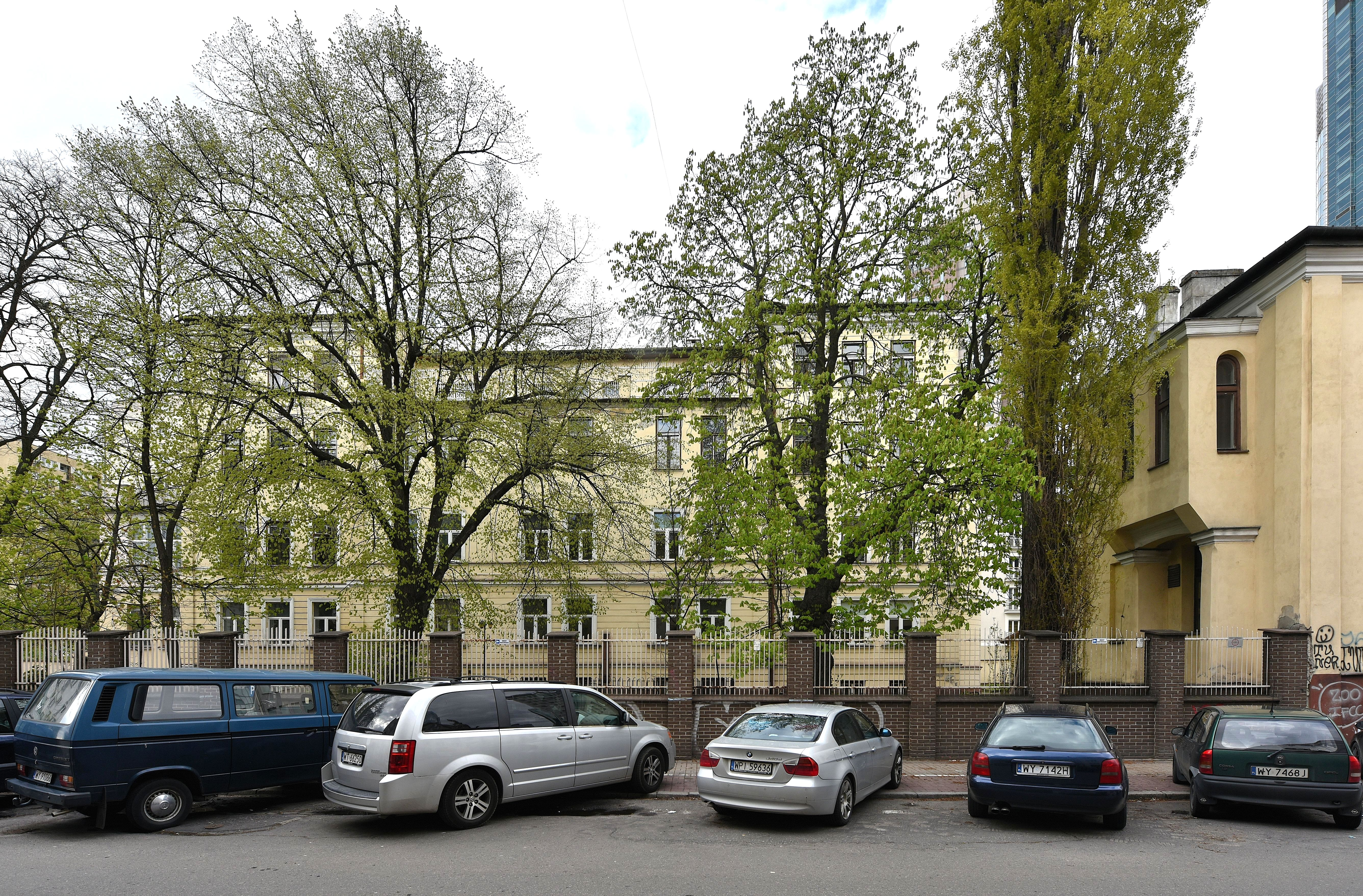
Le complexe hospitalier du côté de la rue Sienna

À l’Umschlagplatz, l’hôpital de Bersohn et Bauman a fusionné avec un autre hôpital juif dans le ghetto de Varsovie, l’hôpital juif de Czyste. Le 11 septembre 1942, on a déporté les malades et la majorité du personnel (environ mille personnes) au camp d'extermination de Treblinka. Une médecin Adina Blady-Szwajgier a donné de la morphine au groupe des enfants, pour qu’ils puissent mourir sur le coup et éviter la souffrance,.
Durant la guerre, au début de 1943, on a installé le centre médical pour enfants de la rue  Litewska dans les bâtiments abandonnés de l’hôpital juif, où il a fonctionné jusqu’au soulèvement de Varsovie. Entre août et octobre 1944, il était un seul établissement médical professionnel dans le centre de Varsovie. Pendant le soulèvement de Varsovie, les bâtiments de l’hôpital ont été détruits. 

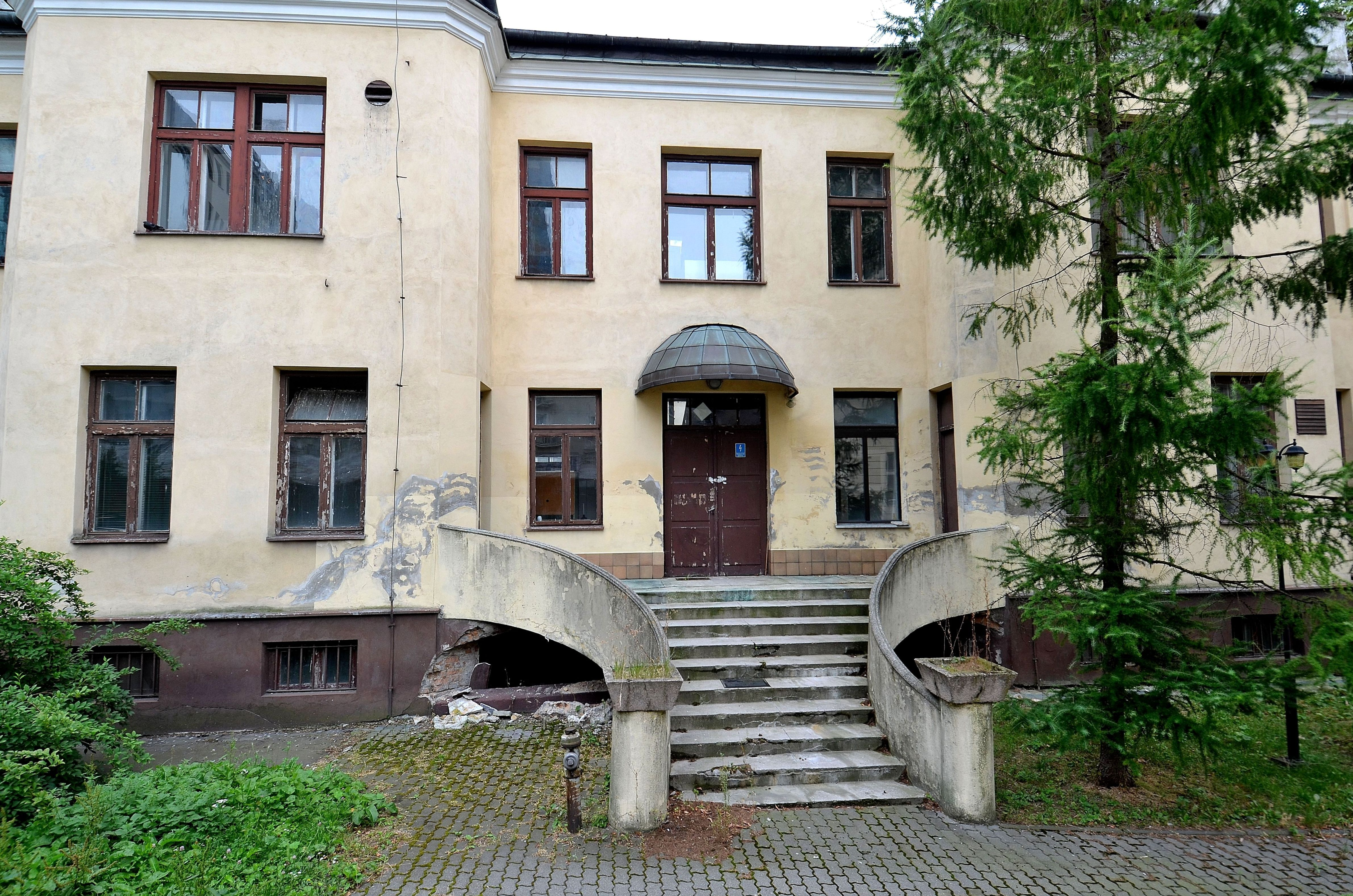
L’entrée du pavillon sud

Après la guerre, entre les années 1946-1950, dans les immeubles de l’hôpital reconstruits ils ont été situés le siège et les appartements des employés du Comité central des Juifs de Pologne. Ensuite, on les a adaptés à nouveau aux besoins médicaux en y créant l’hôpital pour les enfants atteints des maladies infectieuses. Dans les années 1988-1993, on a reconstruit et modernisé tous les bâtiments. Plus tard, il s’y trouvait l’Hôpital régional des maladies infectieuses Les Enfants de Varsovie. En 2000, l’institution a fusionné avec l’Hôpital pour Enfants à Dziekanów Leśny, où on a progressivement transféré toutes les unités de l’hôpital. En 2016, les autorités de la voïvodie de Mazovie ont mis la propriété en vente. En 2017, le Ministère de la Culture et du Patrimoine National a demandé aux autorités de la voïvodie la possibilité de prendre un ancien hôpital en location pour une période de 30 ans et d’y créer le Musée du ghetto de Varsovie. 

## Commémoration
Le 20 avril 2001, on a inauguré la plaque accroché au mur du bâtiment de l’hôpital (du côté de la rue Śliska), commémorant Anna Braude-Heller, directrice de l’hôpital dans les années 1930-1942. 

## Personnel de l’hôpital
- Anna Braude-Heller
- Adina Blady-Szwajger
- Marek Edelman
- Teodozja Goliborska-Gołąb
- Hanna Hirszfeld
- Janusz Korczak
- Julian Kramsztyk
- Henryk Kroszczor
- Henryk Makower
- Anna Margolis